# Världscupen i backhoppning 1983/1984
Världscupen i backhoppning 1983/1984 hoppades 10 december 1983-25 mars 1984 och vanns av Jens Weissflog, Östtyskland före Matti Nykänen, Finland och Pavel Ploc, Tjeckoslovakien.

## Olympiska vinterspelen 1984
Spelen avgjordes i Sarajevo.

## Deltävlingar
| Datum            | Plats                  | Etta              | Tvåa              | Trea                    |
| ---------------- | ---------------------- | ----------------- | ----------------- | ----------------------- |
| 10 december 1983 | Thunder Bay            | Horst Bulau       | Matti Nykänen     | Vegard Opaas            |
| 11 december 1983 | Thunder Bay            | Vegard Opaas      | Matti Nykänen     | Horst Bulau             |
| 17 december 1983 | Lake Placid            | Primož Ulaga      | Matti Nykänen     | Horst Bulau             |
| 18 december 1983 | Lake Placid            | Jeff Hastings     | Primož Ulaga      | Jiří Parma              |
| 30 december 1983 | Oberstdorf             | Klaus Ostwald     | Jens Weissflog    | Ole Gunnar Fidjestøl    |
| 1 januari 1984   | Garmisch-Partenkirchen | Jens Weissflog    | Hansjörg Sumi     | Klaus Ostwald           |
| 4 januari 1984   | Innsbruck              | Jens Weissflog    | Matti Nykänen     | Jari Puikkonen          |
| 6 januari 1984   | Bischofshofen          | Jens Weissflog    | Per Bergerud      | Primož Ulaga            |
| 11 januari 1984  | Cortina d’Ampezzo      | Jens Weissflog    | Horst Bulau       | Klaus Ostwald           |
| 14 januari 1984  | Harrachov              | Jiří Parma        | Jens Weissflog    | Pavel Ploc              |
| 15 januari 1984  | Liberec                | Jens Weissflog    | Klaus Ostwald     | Per Bergerud            |
| 21 januari 1984  | Sapporo                | Masahiro Akimoto  | Veli-Matti Ahonen | Manfred Steiner         |
| 22 januari 1984  | Sapporo                | Manfred Steiner   | Veli-Matti Ahonen | Masahiro Akimoto        |
| 12 februari 1984 | Sarajevo               | Jens Weissflog    | Matti Nykänen     | Jari Puikkonen          |
| 18 februari 1984 | Sarajevo               | Matti Nykänen     | Jens Weissflog    | Pavel Ploc              |
| 2 mars 1984      | Lahtis                 | Matti Nykänen     | Jari Puikkonen    | Andreas Bauer           |
| 4 mars 1984      | Lahtis                 | Matti Nykänen     | Jari Puikkonen    | Pavel Ploc              |
| 6 mars 1984      | Falun                  | Jiří Parma        | Jeff Hastings     | Adolf Hirner            |
| 9 mars 1984      | Lillehammer            | Pavel Ploc        | Matti Nykänen     | Ernst Vettori           |
| 11 mars 1984     | Oslo                   | Vladimír Podzimek | Pavel Ploc        | Ole Christian Eidhammer |
| 17 mars 1984     | Oberstdorf             | Matti Nykänen     | Pavel Ploc        | Jens Weissflog          |
| 18 mars 1984     | Oberstdorf             | Matti Nykänen     | Jens Weissflog    | Pavel Ploc              |
| 24 mars 1984     | Planica                | Jens Weissflog    | Mike Holland      | Janusz Malik            |
| 25 mars 1984     | Planica                | Pavel Ploc        | Vegard Opaas      | Piotr Fijas             |

## Slutställning (30 bästa)
| Placering | Namn           | Nationalitet    | Poäng |
| --------- | -------------- | --------------- | ----- |
| 1         | Jens Weissflog | Östtyskland     | 230   |
| 2         | Matti Nykänen  | Finland         | 217   |
| 3         | Pavel Ploc     | Tjeckoslovakien | 148   |
| 4         | Jeff Hastings  | USA             | 123   |
| 5         | Jiří Parma     | Tjeckoslovakien | 122   |
| 6         | Primož Ulaga   | Jugoslavien     | 120   |
| 7         | Klaus Ostwald  | Östtyskland     | 119   |
| 8         | Horst Bulau    | Kanada          | 102   |
| 9         | Jari Puikkonen | Finland         | 101   |
| 10        | Vegard Opaas   | Norge           | 96    |

| Placering | Namn              | Nationalitet    | Poäng |
| --------- | ----------------- | --------------- | ----- |
| 11        | Armin Kogler      | Österrike       | 85    |
| 12        | Andreas Bauer     | Västtyskland    | 80    |
| 12        | Per Bergerud      | Norge           | 80    |
| 14        | Vladimír Podzimek | Tjeckoslovakien | 76    |
| 15        | Andreas Felder    | Österrike       | 75    |
| 16        | Pentti Kokkonen   | Finland         | 64    |
| 17        | Piotr Fijas       | Polen           | 57    |
| 18        | Adolf Hirner      | Österrike       | 56    |
| 19        | Ernst Vettori     | Österrike       | 45    |
| 20        | Veli-Matti Ahonen | Finland         | 43    |

| Placering | Namn                    | Nationalitet    | Poäng |
| --------- | ----------------------- | --------------- | ----- |
| 21        | Ladislav Dluhoš         | Tjeckoslovakien | 42    |
| 22        | Mike Holland            | USA             | 41    |
| 22        | Ole Gunnar Fidjestøl    | Norge           | 41    |
| 24        | Masahiro Akimoto        | Japan           | 40    |
| 24        | Rolf Åge Berg           | Norge           | 40    |
| 24        | Manfred Steiner         | Österrike       | 40    |
| 27        | Ole Christian Eidhammer | Norge           | 39    |
| 27        | Ulf Findeisen           | Östtyskland     | 39    |
| 29        | Holger Freitag          | Östtyskland     | 38    |
| 30        | Lido Tomasi             | Italien         | 37    |

## Nationscupen - slutställning
| Pos. | Nation          | Poäng |
| ---- | --------------- | ----- |
| 1.   | Finland         | 558   |
| 2.   | Östtyskland     | 552   |
| 3.   | Tjeckoslovakien | 480   |
| 4.   | Österrike       | 423   |
| 5.   | Norge           | 414   |
| 6.   | USA             | 216   |
| 7.   | Jugoslavien     | 182   |
| 8.   | Kanada          | 125   |
| 9.   | Västtyskland    | 121   |
| 10.  | Polen           | 75    |
| 11.  | Schweiz         | 56    |
| 12.  | Japan           | 51    |
| 13.  | Italien         | 43    |
| 14.  | Frankrike       | 20    |
| 15.  | Sovjetunionen   | 12    |
| 16.  | Bulgarien       | 3     |